# Ooencyrtus krasilnikovae
Ooencyrtus krasilnikovae är en stekelart som först beskrevs av Svetlana N. Myartseva 1979.  Ooencyrtus krasilnikovae ingår i släktet Ooencyrtus och familjen sköldlussteklar. Inga underarter finns listade i Catalogue of Life.